# Quercus yokohamensis
Quercus yokohamensis là một loài thực vật có hoa trong họ Cử. Loài này được (Makino) Makino ex H.Ohba mô tả khoa học đầu tiên năm 2006.